# From the Bottom 2 the Top
From the Bottom 2 the Top è il sesto album discografico in studio del rapper statunitense Coolio, pubblicato nel 2009.

## Tracce
1. Change Vs Ennio Morricone – 3:42
2. I Will (feat. 6'9" & Headliner) – 4:17
3. From the Bottom 2 the Top (feat. Goast & A.I.) – 5:08
4. Crooked Walk – 3:39
5. Lady Vs Beat Nouveau (feat. Storm Lee) – 3:26
6. Boyfriend (feat. A.I.) – 3:35
7. Destinesya Vs Yves Larock (feat. Sam Obernik) – 3:16
8. Cruise Off – 4:58
9. Motivation (feat. A.I.) – 4:26
10. Stimulate (feat. Miss Cash) – 3:17
11. She Loves Me – 4:12